# Château de Vilhonneur
Le château de Vilhonneur est situé sur la commune de Vilhonneur, en Charente.

## Historique
Le donjon a été construit au XIVe siècle. D'autres bâtiments sont du XVIe siècle.
L'ensemble des façades et toitures des bâtiments anciens fait l’objet d’une inscription au titre des monuments historiques depuis le 24 janvier 1966.

## Architecture
Le donjon et les autres bâtiments du château actuellement en grande partie détruit étaient accessibles par un pont-levis et entourés de douves maintenant comblées.
Le portail est protégé par une ligne de merlons sur mâchicoulis avec corps de garde au premier étage.
Le gros donjon carré est flanqué d'une tourelle enfermant l'escalier à vis.

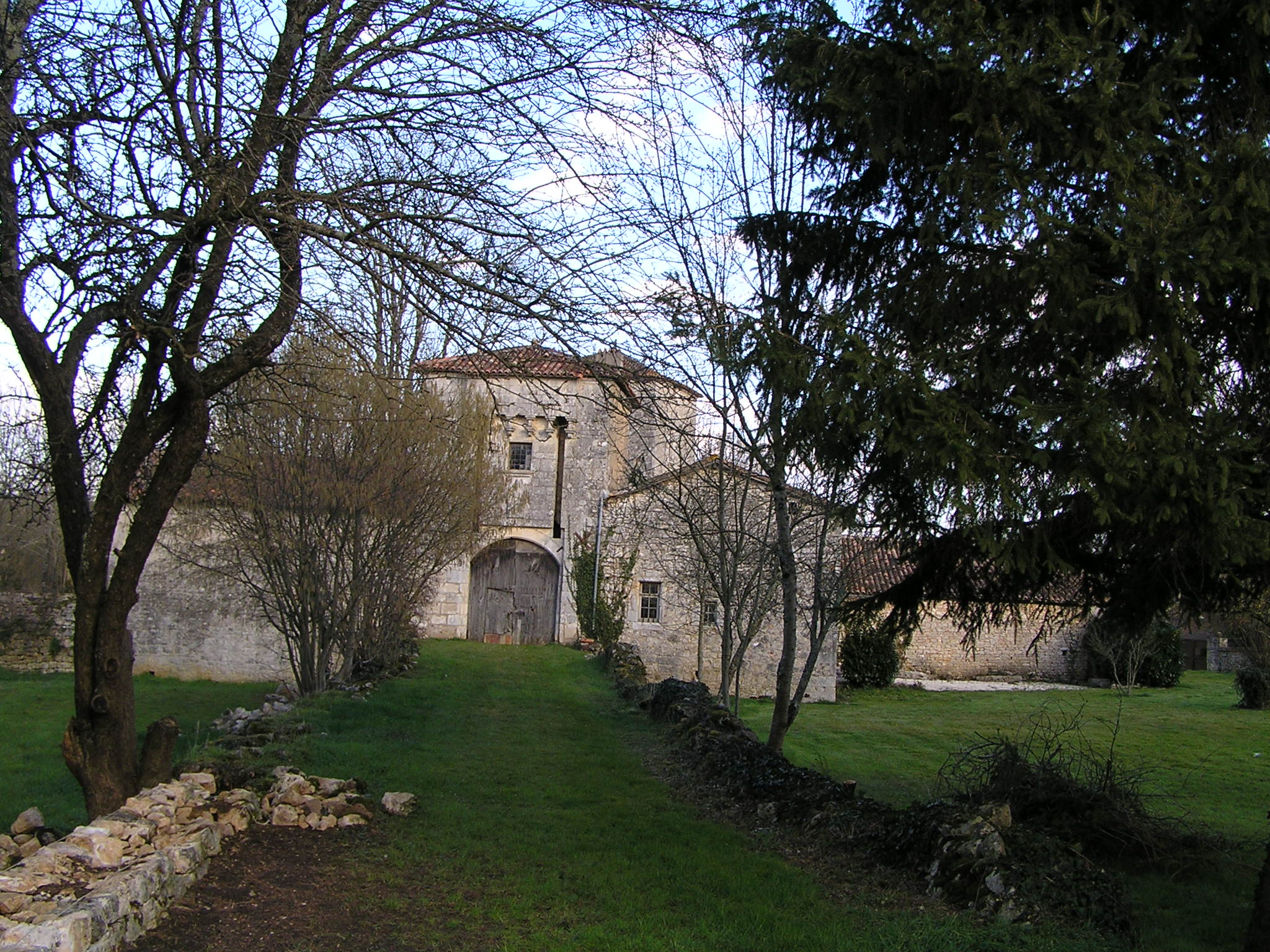
L'ancienne entrée du château, par l'ouest.
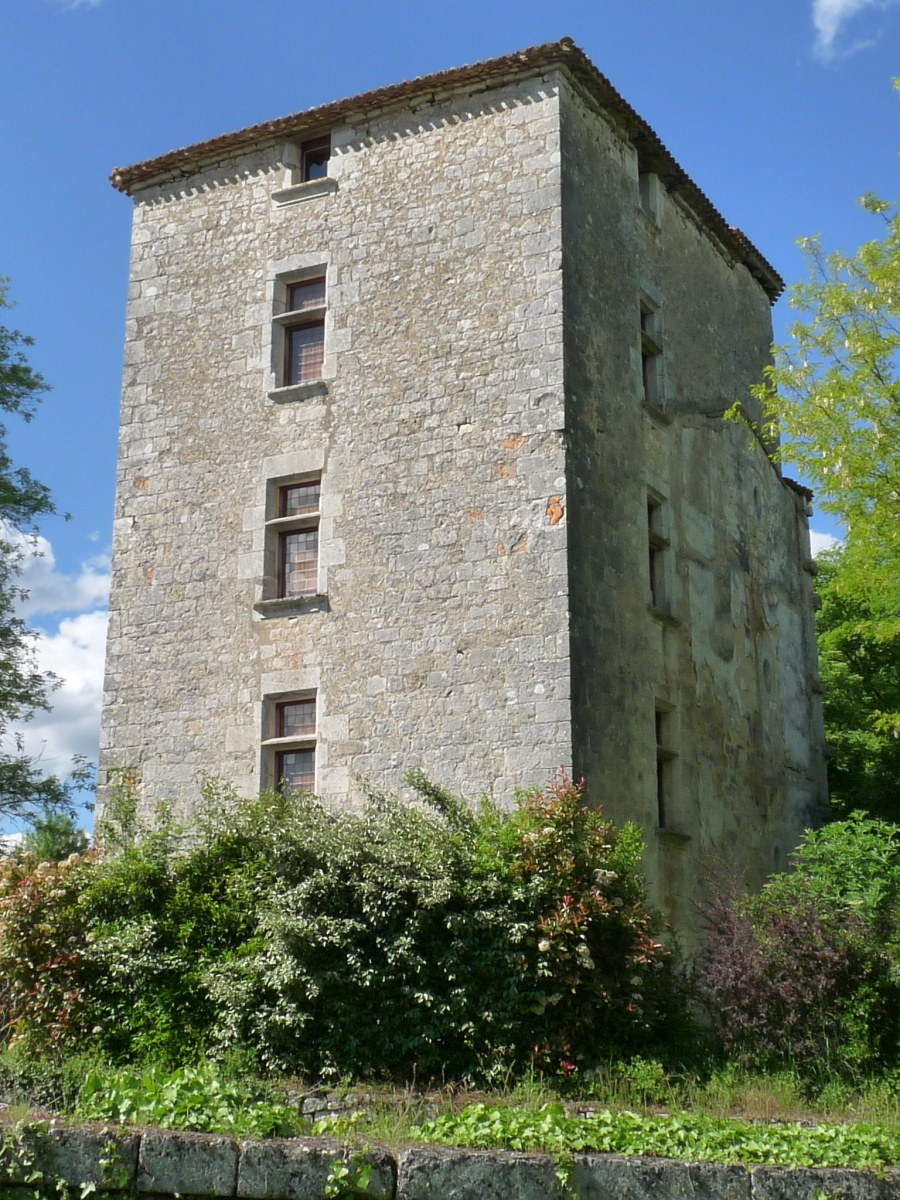
Le donjon vu du sud.
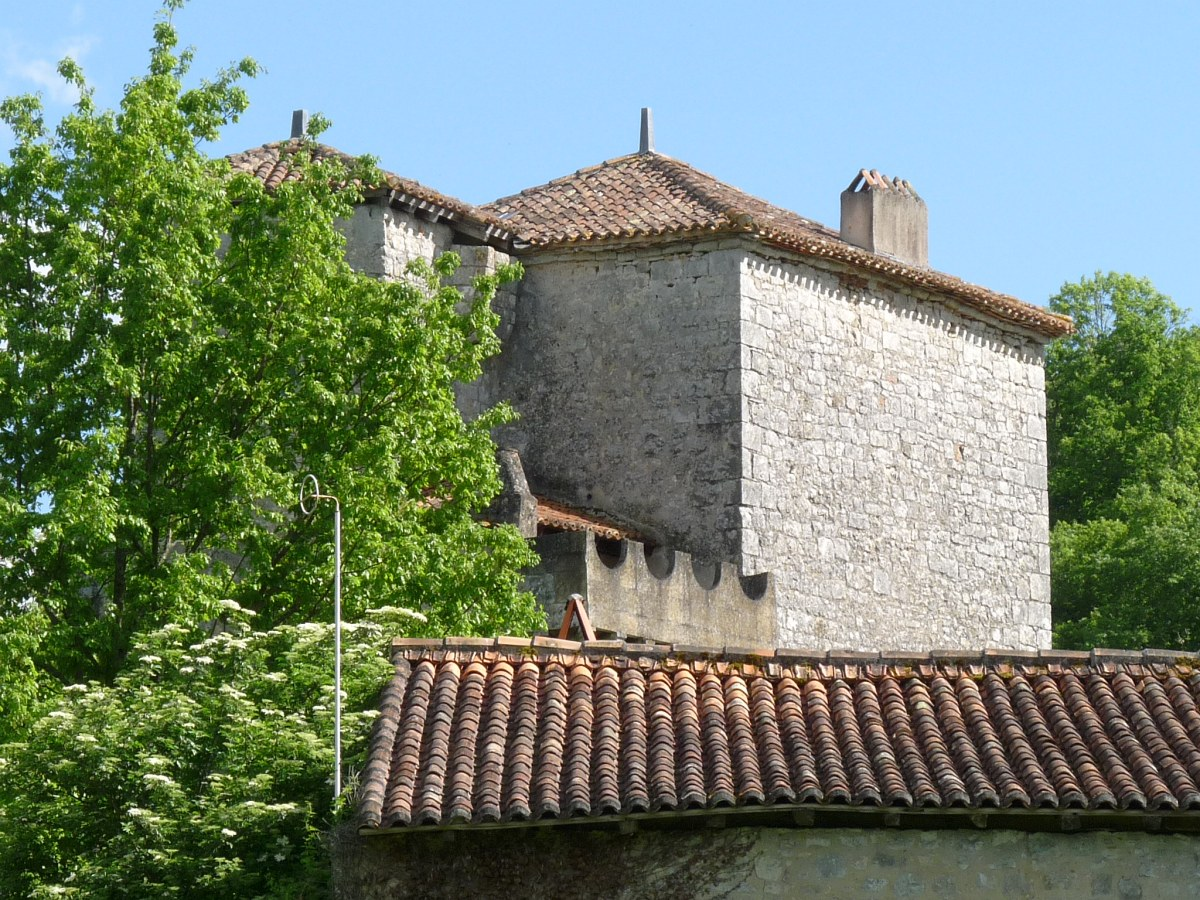
Vue du nord.